# Rhagonycha morio
Rhagonycha morio – gatunek chrząszcza z rodziny omomiłkowatych i podrodziny Cantharinae.

## Taksonomia
Gatunek ten opisany został po raz pierwszy w 1852 roku przez Ernsta Hellmutha von Kiesenwettera.

## Morfologia
Chrząszcz o wydłużonym ciele długości od 3,5 do 6,2 mm. Głowę, przedplecze, tarczkę oraz pokrywy ma ubarwione jednolicie czarno lub czarniawobrązowo. Na głowie brak jest guzka między nasadami czułków. Przedplecze ma zaokrągloną krawędź przednią, niezaostrzone kąty tylne i niewklęsłą krawędź tylną. U obu płci jest znacznie szersze niż dłuższe. Odnóża są czarniawobrązowe, niekiedy jaśniejsze. Wierzchołki wszystkich pazurków są rozdwojone. Genitalia samca mają edeagus zaopatrzony w tarczkę grzbietową z głębokim wycięciem na krawędzi wierzchołkowej, niemal dzielącym ją na dwie zbieżne, zwężające się ku szczytom, w zarysie trójkątne części.

## Ekologia i występowanie
Owad górski.
Gatunek palearktyczny, znany z Hiszpanii, Francji, Czech, Słowacji, Ukrainy, Rumunii i Serbii. Zamieszkuje Pireneje, Masyw Centralny i Karpaty. Jako że występuje w Karpatach słowackich oraz Czarnohorze, niewykluczona jest jego obecność w polskich Bieszczadach czy Beskidzie Niskim.